# Zastava Laosa
Zastava Laosa je prihvaćena 2. prosinca 1975. Zastava sadrži tri horizontalne pruge, srednja plava je dvostruko šira od crvenih uz rubove. U sredini je bijeli disk. 
Crvena boja predstavlja prolivenu krv u borbi za nezavisnost, a plava bogatstvo zemlje. Bijeli disk predstavlja mjesec iznad rijeke Mekong, te jedinstvo zemlje. 

## Vanjske poveznice
- Flags of the World